# Hans Glas (Architekt)
Hans Glas (* 11. September 1892 in Wien, Österreich-Ungarn; † nach 1960 in Lugano, Schweiz) war ein österreichischer Architekt.

## Leben

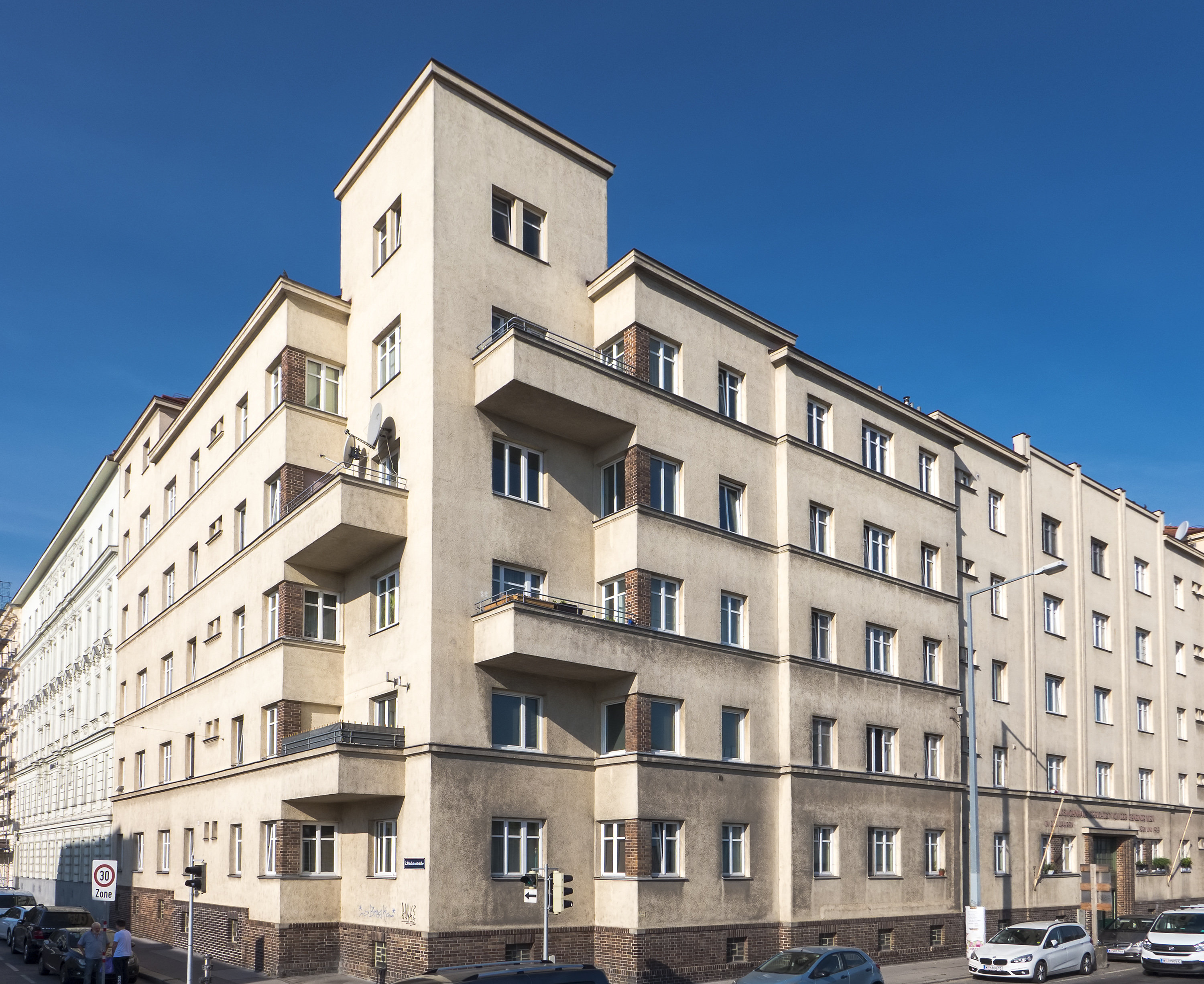
Handelskai 210, Wien 2

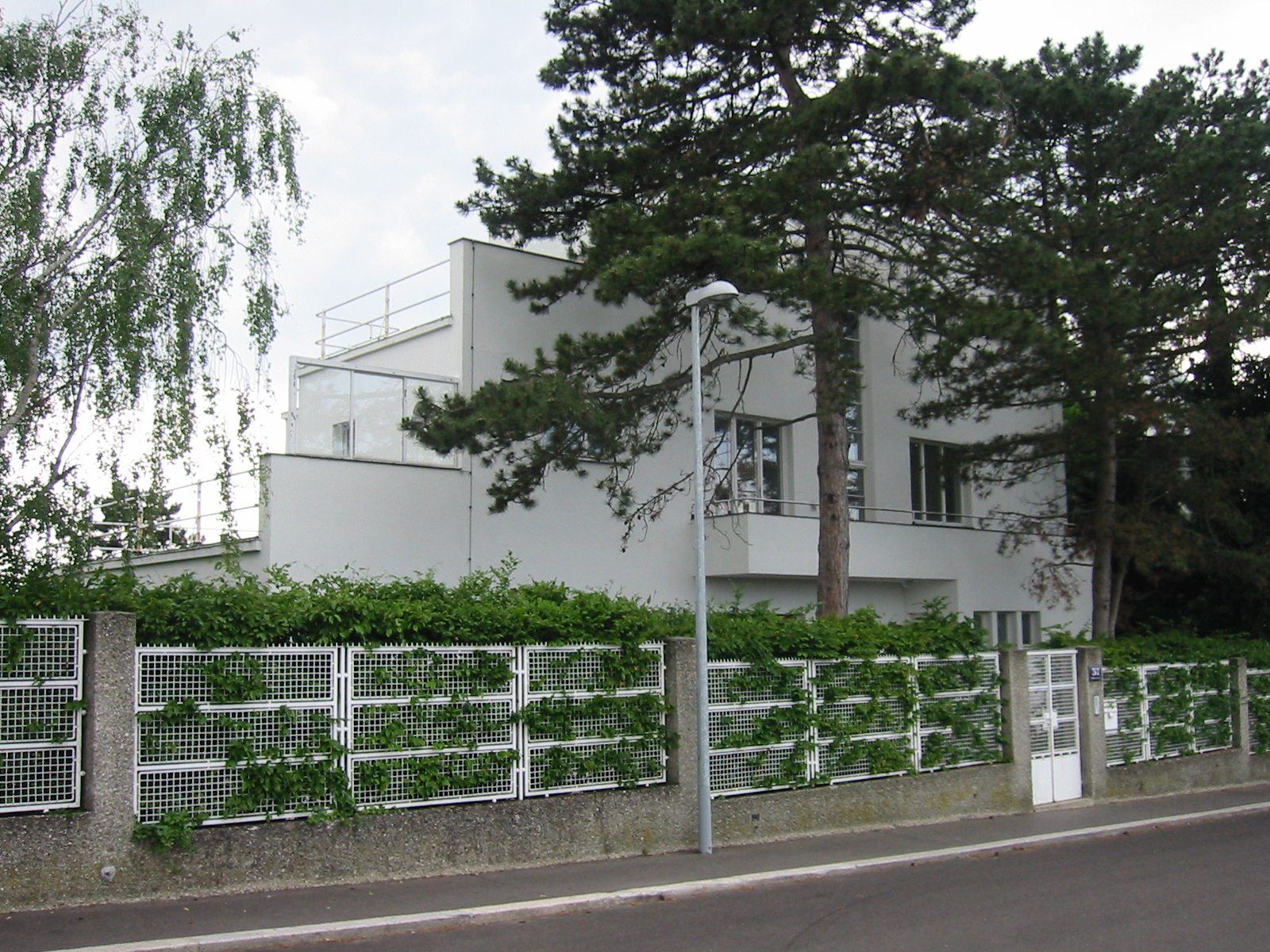
Wilbrandtgasse 37, Wien 18

Hans Glas war der Sohn des jüdischen Wiener Schneidermeisters Isidor Glas († 1937) und Caroline Glas, geborene Schwarz. Er hatte drei Brüder, Egon (* 1888), Richard (* 1890) und Emil (* 1894).
Nach dem Besuch der Realschule in der Wiener Inneren Stadt studierte er zunächst 1911/1912 Maschinenbau an der Technischen Hochschule Wien und von 1912 bis zur Heranziehung zum Kriegsdienst 1915 Architektur ebendort bei Max von Ferstel, Franz von Krauß, Max Fabiani und Adolf Loos. Nach dem Ersten Weltkrieg beendete er sein Architekturstudium an der Bauschule der Technischen Hochschule Wien und legte 1920 die 2. Staatsprüfung ab. Nebenbei praktizierte  er für die Wiener Baufirma Robert Fleischl und war dort unter anderem beim Bau der Kaserne in Kaiserebersdorf tätig. Glas heiratete die aus Laun stammende Olga Taus(s)ig (1896–1937).
Sein erster nachgewiesener Eigenentwurf ist der 1928 fertiggestellte, heute unter Denkmalschutz stehende Gemeindebau Handelskai 210 in Wien-Leopoldstadt (Listeneintrag). 1928 und 1912 besuchte er als Gasthörer Vorlesungen an der Technischen Hochschule Wien. Ebenfalls unter Denkmalschutz gestellt wurde die 1933 fertiggestellte Villa des Arztehepaars Dr. Rezek in der Wilbrandtgasse 37 im Cottageviertel in Währing (Listeneintrag), ein im Stil der Neuen Sachlichkeit gestaltetes Terrassenwohnhaus, das auch in der Fachwelt diskutiert wurde.
Im Jahr des Anschlusses Österreichs 1938 emigrierte Glas nach Kalkutta, Britisch-Indien. Bekannt ist, dass er 1939 bei der Jüdischen Kultusgemeinde für den Ausreisepass einen Geburtsschein nachforderte. Er war befreundet mit der Tänzerin und Choreographin Hilde Holger, die 1939 ebenfalls dann nach Bombay emigrierte. In den 1960er Jahren wollte er über das schweizerische Lugano nach Wien zurückkehren, verstarb aber bereits während des längeren Aufenthalts in Lugano.
Hans Glas ist nicht zu verwechseln mit dem ebenfalls in Wien tätigen Architekten Hans Glaser (1873–1950).

## Wohnbauten
- 1928: Wohnhaus, Wien 2 (Leopoldstadt), Handelskai 210/Wachaustraße 37
- 1932–1933: Villa Dr. Rezek, Wien 18 (Währing), Wilbrandtgasse 37
- um 1933: Einfamilienhaus Direktor M., Belgrad
- 1937: Mehrfamilienhaus, Wien 19 (Döbling), Pfarrwiesengasse 22 (damals Karlsgasse)
- vor 1938: Villa Ladislav und Věra Szathmáry, Pod Žvahovem 8, Prag
- auch in Indien sind Bauten erhalten

### Villa Rezek
Das Haus entstand in einer damals noch sehr ländlichen Vorstadtgegend auf der Windmühlhöhe in
Wien-Währing. Die gartenseitige Front blickt auf Pötzleinsdorf. Den Auftrag erteilten Philipp und Anna Rezek, für den Arzt wurde eine kleine Privatordination samt Warteraum und Labor eingeplant.  Die Töchter Esther und Susanne erhielten jeweils ein Kinderzimmer. Die jüdische Familie konnte das Haus 5 Jahre lang nutzen und flüchtete kurz nach dem Anschluss Österreichs nach Florida, USA zu Freunden des Arztes. Er konnte dort als Arzt weiterarbeiten.
Das Haus wurde „arisiert“. Die Rezeks erhielten 1952 ihr Eigentum zurück, doch wollten sie nicht mehr nach Wien und verkauften daher die Villa.
Nach mehreren Besitzwechseln stand das Haus 2006 leer. Als Investoren schon begannen, es auszuweiden, wurde es 2010 unter Denkmalschutz gestellt.
Die Kunsthistorikerin Ulrike Matzer durchforstete Archive und fand eine Fotoreportage über den Bau in der britischen Zeitschrift The Style aus 1936.
Maximilian Eisenköck (* 1983 in Graz, ab 2014 eigenes Architekturstudio in Wien) „rettete“, rekonstruierte und sanierte die Villa Rezek „akribisch“ bis 2023 samt den versenkbaren Fensterscheiben. Holzstiege, Inneneinrichtung und der Stufen-Garten wurden nach Fotos gestaltet. Ein schmales Schwimmbecken auf der untersten Terrasse kam neu dazu.

## Veröffentlichungen
- Hans Glas: Die Eigenwohnung im Zweifamilienhaus als Beispiel für die Anwendung der Wohnbauförderungsgesetze. In: ZÖIAV 81.1929, S. 455 f.